# Tanema-ji
Tanema-ji (種間寺) est le 34e temple du pèlerinage de Shikoku.
Il situé sur la municipalité de Kōchi, préfecture de Kōchi, au Japon.
On y accède, depuis le temple 33 Sekkei-ji, après une marche d'environ 6,5 km.
Tanema-ji signifie "temple des semences". La légende dit que Kukai y aurait semé cinq sortes de graines: du riz, du blé. des fèves et deux sortes de millet; qu'il avait rapporté de Chine.
Devant le hall Daishi, il y a une statue de Kosodate Kannon, le bodhisattva de l'éducation des enfants. On vient au temple pour prier dans le but d'avoir un accouchement en sécurité. Les femmes enceintes achètent une louche d'eau en bois et la font bénir par le prêtre. Si leur enfant est né sain et sauf, le bas de la louche est découpé et accroché autour de la statue.
En 2015, le Tanema-ji est désigné Japan Heritage avec les 87 autres temples du pèlerinage de Shikoku.